# Муціо Вітеллескі
Муціо Вітеллескі (італ. Muzio Vitelleschi; 2 грудня 1563, Рим — 9 лютого 1645, там само) — італійський єзуїт, генерал Товариства Ісуса у 1615—1645 роках.

## Життєпис
Муціо Вітеллескі походив зі знатної римської родини і всупереч родичам вступив до Товариства Ісуса. Був професором Римської колегії, ректором Англійської колегії та провінціалом Неаполітанської і Римської провінцій. Крім того, він прославився як оратор і сподвижник Белларміна. Після смерті Клаудіо Аквавіви у 1615 році обраний генералом єзуїтів. Під час його правління Товариство Ісуса стало ще потужнішим, ніж раніше, заклавши між іншим місії в Тонкіні і Тибеті. Врегулював викладання етики в дусі пробабілізму, тобто релятивного лібералізму. Не маючи змоги боротися з галліканізмом кардинала Рішельє, заборонив французьким підданим висловлюватись на цю тему.